# Julia Wong Kcomt
Julia Wong Kcomt (Chepén, 10 de mayo de 1965-Lima, 13 de marzo de 2024) fue una poeta, narradora y gestora cultural peruana.

## Biografía
Fue la hija de padre migrante chino y madre tusan. Estudió varios años Derecho y Ciencias políticas en la Universidad de Lima. Durante este periodo viajó con una beca de la American Field Service (AFS) a Oeschingen, al sur de Alemania. Ganó los juegos florales de la Universidad de Lima con el conjunto de poemas Confesiones de mi tierra caliente. Cursó estudios de Literatura y Humanidades en la Pontificia Universidad Católica del Perú. Estudió en la Facultad de Romanística en la Universidad de Stuttgart y luego se trasladó a Tuebingen y Friburgo, donde profundizó en su interés por la sinología, la filosofía y la teología. Llevó varios cursos de religiones comparadas, especialmente las coordenadas que construyen lazos entre el budismo y el cristianismo.
Estudió un semestre en la Universidad de Macao, asistiendo a varios cursos de literatura inglesa. Se mudó a Macao con su padre y lo apoyó en el proyecto organizativo de la Fundación Wong Yeng Kuan, fundación que se encarga de fomentar la lectura y la cultura a través de bibliotecas públicas. En 2004 se mudó a Buenos Aires, Argentina, y tuvo una constante producción con editoriales independientes y pequeñas. A partir de 2006, coorganizó el Perú Ba. Festival de artes y expresiones culturales peruanas en la capital argentina. Desde 2010 hasta 2020, coorganizó el Festival de Poesía en Chepén. Sus textos fueron publicados en diferentes medios virtuales, revistas de poesía y medios especializados. Formó parte de la comisión peruana invitada a Filbo 2014.
Fue invitada al Hay Festival de Arequipa en 2016. Participó en diferentes ferias de libro en Lima, Trujillo, Colombia, Costa Rica, Argentina, Chile, México y Portugal. Participó en el 23 Festival de Poesía de Berlín. Fue invitada por “La Tertulia”, asociación cultural en Colonia-Alemania, en varias ocasiones y por la RFI (Radio Francia) para presentar su libro en el programa de Jordi Batalle. Fue curadora de dos exposiciones fotográficas sobre la migración China en Perú y México (en 2012 y 2017). Colaboró con el proyecto Tusanaje y Chinaarte. Su libro 11 palabras recibió el Premio Luces 2023 del Diario El Comercio como Mejor Libro de Cuentos.

## Publicaciones

### Poesía
- 1992,  Historia de una gorda. Editorial Libertad, Trujillo, Perú.
- 2000,  Los últimos blues de Buddha. NoEvas editoras, Lima, Perú.
- 2005,  Iguazú. Editorial Atril, Buenos Aires, Argentina.
- 2007,  Ladrón de codornices. Editorial Patagonia, Mendoza, Argentina.
- 2008,  Bi-rey-nato. Editorial El suri porfiado, Buenos Aires, Argentina.
- 2008,  Un salmón ciego. Borrador Editores, Lima, Perú.
- 2011,  Un pequeño bordado sobre la vergüenza. Matalamanga Editores, Lima, Perú.
- 2012,  Lectura de manos en Lisboa. Melón Editora, Buenos Aires, Argentina. Editatú, Lima, Perú.
- 2014,  La desmineralización de los árboles. Paracaídas Editores, Lima, Perú.
- 2014,  Un vaso de leche fría para el rapsoda. Celacanto, Lima, Perú.
- 2017,  Oro muerto. Cascada de Palabras Cartonera, Ciudad de México, México.
- 2017,  Tequilaprayers. Paracaídas Editores, Lima, Perú.
- 2018, Pexuña de dragón. Chile: Andesgraund.
- 2020,  Urbe enardecida. Ubre enardecida. Viajera Editorial, Buenos Aires, Argentina.
- 2020,  Antología poética (1993-2019). Gafas moradas, Lima, Perú.
- 2020,  Sopor. Editatú, Lima, Perú.
- 2021, 18 poemas de fake love para Keanu Reeves. Cascada de Palabras.
- 2021,  Vice-Royal-Ties (traducción al inglés de Bi-rey-nato). Ugly Duckling Presse, Estados Unidos.
- 2023, La tercera guerra lunar. España: Liliputienses.

### Narrativa
- 2008,  Bocetos para un cuadro de Familia (Novela corta). Borrador Editores, Lima, Perú.
- 2010,  Margarita no quiere crecer (Cuentos). Borrador Editores, Lima, Perú.
- 2012,  Doble Felicidad (Novela). Editatú, Lima, Perú.
- 2014,  Los papeles rotos. Textos extraños. Ediciones El viaje, Guadalajara, México.
- 2015,  Mongolia (Novela). Animal de Invierno, 2023, Lima, Perú.
- 2017,  Pessoa por Wong. Hannan Harawi, Lima, Perú.
- 2019,  Aquello que perdimos en la Arena (Novela). Editorial Peisa, Lima, Perú.
- 2021,  Océano al revés (Novela). Ediciones Altazor, Lima, Perú.
- 2022,  Cuaderno negro de Almada (Novela). Editorial Gafas Moradas, Lima, Perú.
- 2022,  La tercera guerra lunar. Ediciones Liliputienses, España.
- 2023,  11 palabras. Cocodrilo Ediciones, Lima, Perú.